# Diaea tumefacta
Diaea tumefacta är en spindelart som beskrevs av Ludwig Carl Christian Koch 1874. Diaea tumefacta ingår i släktet Diaea och familjen krabbspindlar. Inga underarter finns listade i Catalogue of Life.